# Amata midas
Amata midas är en fjärilsart som beskrevs av Butler 1876. Amata midas ingår i släktet Amata och familjen björnspinnare. Inga underarter finns listade i Catalogue of Life.